# Paradschanow (Film)
Paradschanow (russisch Параджанов, auch Paradjanov transkribiert) ist ein russischer Dokumentarfilm von Regisseur Don Askarian aus dem Jahr 1998 über den gleichnamigen Filmemacher. 

## Handlung
Unter Verwendung von Archiv-Filmmaterial, Interviewfragmenten und Szenen aus seinen Filmen wurde das neuartig konstruierte Porträt von Sergei Paradschanow vom armenischen Regisseur Don Askarian entworfen.

## Hintergrund
Die Produktionskosten beliefen sich auf 121.000 US-Dollar.